# Zagorka Simić
Zagorka Simić, coniugata Žeravica (in serbo Загорка Симић-Жеравица?; Belgrado, 1940), è un'ex cestista jugoslava.
È stata la moglie di Ranko Žeravica.

## Carriera
Con la Jugoslavia ha disputato due edizioni dei Campionati europei (1962, 1966).